# Ana Gonçalves
Ana Gonçalves   (Benguela, 3 de gener de 1993) és una jugadora de bàsquet angolesa. Als Jocs Olímpics d'Estiu de 2012, va competir per la selecció nacional de bàsquet femení d'Angola.